# 진료과

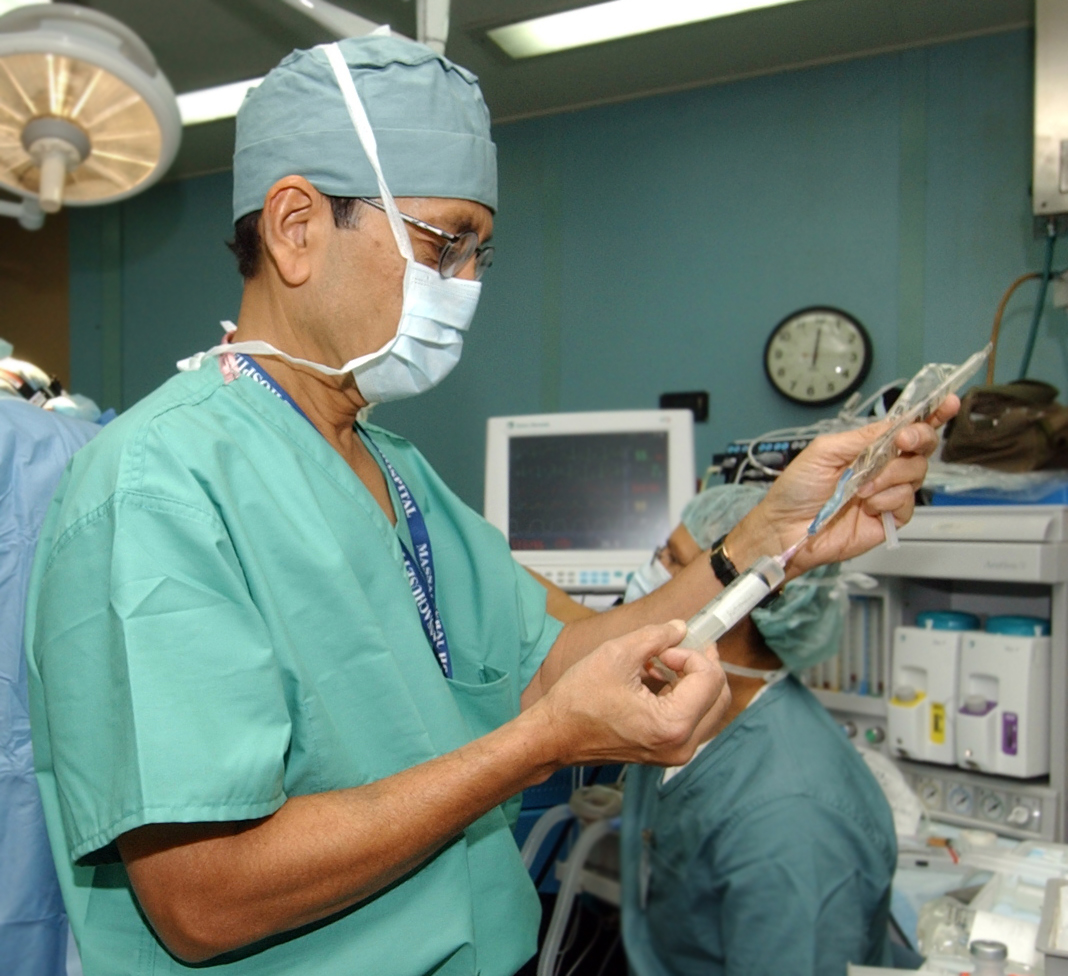

의학에서 진료과(診療科, 영어: medical specialty)는 환자, 질병, 기술, 철학에 초점을 두는 의료 행위의 한 부문이다. 그 예로는 어린이(소아청소년과), 암(종양학), 진단검사의학(병리학), 1차 의료(가정의학)를 들 수 있다. 의과대학 수료 이후 의사나 외과의는 일반적으로 전문의가 되기 위해 수년에 걸친 레지던트를 수료함으로써 특정 의학 진료과에서 자신들의 의학 교육을 발전시켜 나간다.
진료 행위가 이루어지는 장소를 진료실이라고 하며 여러 병원에 위치해 있다.

## 유럽 연합과 유럽 경제 지역에서 인식되는 진료과 목록
유럽 연합은 유럽 연합, 유럽 경제 지역에서 인식되는 진료과 목록을 출판한다.
- 사고응급의학
- 알레르기학
- 마취통증의학
- 심장학
- 소아정신의학
- 임상생물학
- 임상화학
- 임상미생물학
- 임상신경생리학
- 두개안면외과
- 피부과
- 내분비학
- 가정일반의학
- 위장병외과
- 위장병학
- 일반진료
- 일반외과
- 노인병학
- 혈액학
- 면역학
- 감염병학
- 내과
- 임상병리학과
- 신장학
- 신경 정신병학
- 신경학
- 신경외과
- 핵의학
- 산부인과
- 직업안전보건
- 안과
- 구강악안면외과학
- 정형외과
- 이비인후과
- 소아외과
- 소아청소년과
- 병리학
- 약리학
- 재활의학
- 성형외과
- 족부외과(Podiatric surgery)
- 예방의학
- 정신의학
- 공중보건
- 방사선종양학과
- 영상의학
- 호흡기학
- 류마티스내과
- 구강학
- 흉부외과
- 열대의학
- 비뇨의학
- 혈관외과
- 성병학

## 같이 보기
- 직업안전보건
- 진료 기록
- 학문
  - 재난의학
  - 예방의학
  - 의학유전학